# Scandal mac Bécce
Scandal mac Bécce (mort en 646) est le 8ebis  roi du Dál nAraidi des Cruithnes en Ulaid (Ulster) royaume régional d'Irlande. Il est le petit-fils d'un souverain précédant Fiachra Cáech  († 608)
et le petit-neveu de Fiachnae mac Báetáin († 626), un roi d'Ulaid  et règne jusqu'en 646.

## Règne
Pendant le VIe et le VIIe siècle, le Dál nAraidi faisait partie d'une confédération de tribus Cruithne d'Ulaid (Ulster) et ils en étaient les membres dominants. Scandal est l'ancêtre de la branche de cette famille établie dans la plaine 
de Mag nEinli, située entre les rivières Bann et Bush dans le comté d'Antrim. L'un de ses fils Dúngal Eilni mac Scandail (mort en 681) porte un surnom lié à cette plaine conquise par le Dál nAraidi au milieu du VIIe siècle.
La chronologie des rois de Dál nAraidi est difficile à établir avec certitude entre la bataille de Magh Rath en 637 et la peste de 666. Scandal est omis des Listes de Rois du Livre de Leinster et des Laud Synchronisms. Scandal est cependant dénommé Roi des Cruithnes lors de sa mort dans les Annales. Il doit avoir régné de 637 à 646.
Scandal est impliqué dans des attaques contre le territoire du Dál Riata dans le nord-est de l'actuel comté d'Antrim et de ses églises
comme Armoy. Les domaines irlandais du Dál Riata étaient régulièrement attaqués par le Dál nAraidi depuis la Bataille de Mag Rath. Les annales relèvent qu'il a été tué sans préciser les circonstances de sa mort.
La généalogie de Scandal mac Bécce est détaillée dans le Leabhar na nGenealach (en) : 
Oilill s. Cumascach s. Flannagán s. Eochaid s. Breasal s. Flaithrí s. Fiachra Cos-salach s. Dúnghalach s. Scannal s. Béice s. Fiachra Crach, qui est Teallán s. Baodán s. Eochaidh.

## Postérité
Les fils de Scandal mac Bécce sont
- Máel Cáich mac Scandail  roi en 666 († 666)
- Dúngal Eilni mac Scandail († 681)
- Congal Caech  († 639)
- Cummascach père de Congalach père de Dub da Inber († 727)

## Sources
- (en) Ouvrage collectif sous la direction de Edel Bhreathnach, The Kingship and landscape of Tara, Dublin, Four Courts Press, 2005 (ISBN 1851829547), p. 192-193.
- (en) Francis John Byrne, Irish Kings and High-Kings, Dublin, Courts Press History Classics, 2001 (ISBN 1-851-82-196-1), p. 287 Jings of Ulster (Cruthin) Table n°7.
- (en) Gearóid Mac Niocaill, Ireland before Vikings, Dublin, Gill & Macmillan, 1972 (ISBN 0-71710-558-X), p. 138 Rulers of Dál nAraide 625-792